# Idade da Terra

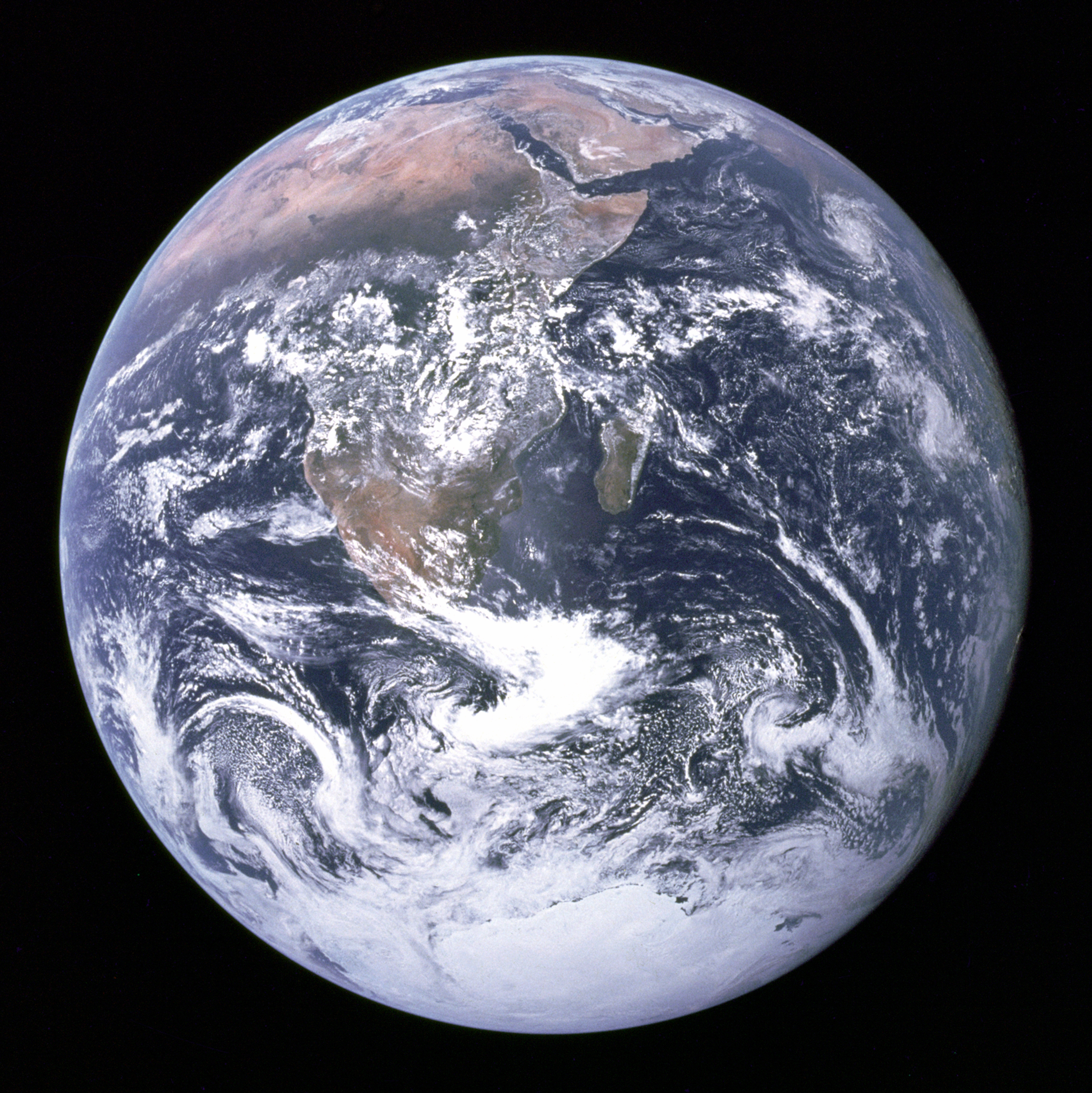
A Terra tal como vista a bordo da Apollo 17.

A Idade da Terra é de 4,54 mil milhões (no Brasil, bilhões) de anos (4,54 x 109 anos ± 1%). Esta idade é baseada em datação radiométrica de meteoritos e é consistente com as idades das mais antigas amostras terrestres e lunares.
Após a revolução científica de métodos de datação radiométrica, medidas de chumbo em minerais ricos em urânio mostraram que alguns tinham milhares de milhões de anos de idade. A idade mais antiga de tais minerais até hoje – pequenos cristais de zircão de Jack Hills, na Austrália Ocidental – têm pelo menos 4,404 bilhões/mil milhões de anos de idade. Comparando a massa e a luminosidade do Sol com outras estrelas, parece indicar que o sistema solar não deve ser muito mais velho do que estas rochas. Inclusões ricas em cálcio e alumínio – os constituintes mais antigos que se conheça dentro de meteoritos formados no sistema solar – têm 4,567 bilhões/mil milhões de anos, dando uma idade ao sistema solar e um limite máximo à idade da Terra. Supõe-se que a acreção da Terra começou logo após a formação das inclusões ricas em cálcio e alumínio e dos meteoritos. Como o tempo exacto de acreção da Terra não é ainda conhecido, e as previsões feitas a partir de vários modelos de acreção diferentes têm uma amplitude que varia entre alguns milhões e 100 milhões de anos, a idade exata da Terra é difícil de determinar. Também é difícil de determinar a idade exata das rochas mais antigas da Terra, expostas à superfície, uma vez que agregam minerais possivelmente com idades diferentes.